# César Soriano
César Soriano Ferrero (ur. 22 kwietnia 1983 w Ontinyent) – hiszpański piłkarz występujący na pozycji obrońcy w AD Alcorcón.